# Gabriel Machado
Gabriel Machado da Silva (6 mei 1997) is een Braziliaans wielrenner die anno 2017 rijdt voor Soul Brasil Pro Cycling Team.

## Carrière
In 2016 liep Machado stage bij Funvic Soul Cycles-Carrefour. Namens deze ploeg reed hij de Ronde van Hainan en de Ronde van het Taihu-meer. In die laatste koers werd hij zestiende in het eindklassement en, met een achterstand van 32 seconden op Lucas De Rossi, tweede in het jongerenklassement.
In 2017 werd Machado prof bij Soul Brasil Pro Cycling Team, dat vanwege een schorsing pas halverwege februari weer aan internationale wedstrijden mocht deelnemen.

## Ploegen
- 2016 –  Funvic Soul Cycling-Carrefour (stagiair vanaf 27-7)
- 2017 –  Soul Brasil Pro Cycling Team

Affonso · Almeida · Bulgarelli · Cardoso · Chamorro · Diniz · Gaspar · Mahler · Manarelli · Nazaret · Nicácio · Piedra · Pinheiro · Quirino · Ramos · Urtasun · Machado (stagiair) · Mendonça (stagiair) · Rincón (stagiair)
Affonso · Almeida · Cardoso · Chaman · Chamorro · Godoy · Gohr · Machado · Morais · Nazaret · Nicácio · Pinheiro · Pires · Ranghetti · D. Silva · L. Silva · Simón